# تور سالیر
تور سالیر (به لاتین: Tour Sallière) یک کوه در سوئیس است که در کانتون وله واقع شده‌است. تور سالیر ۳٬۲۲۰ متر بالاتر از سطح دریا واقع شده‌است.